# Piste de bobsleigh, luge et skeleton de Sigulda

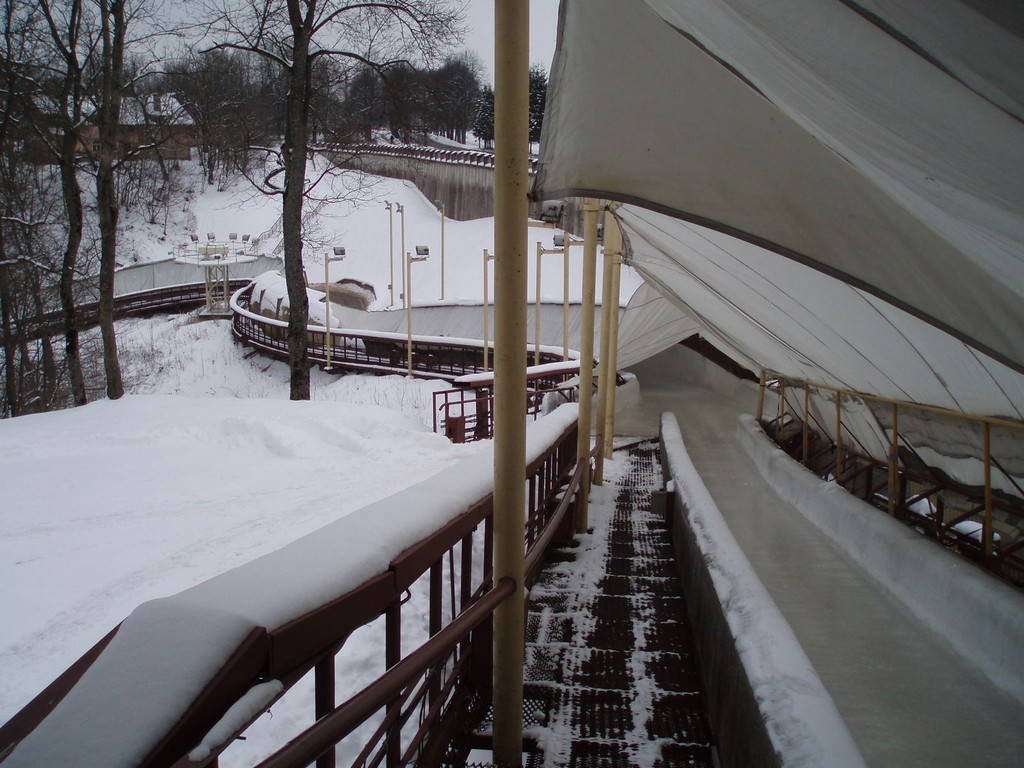
Piste de Sigulda

La piste de bobsleigh, luge et skeleton de Sigulda est une piste de bobsleigh, luge et skeleton située à Sigulda (Lettonie). La piste est gérée par Dainis Dukurs, père des champions de skeleton Martins Dukurs et Tomass Dukurs.

## Histoire
La luge débarque à Sigulda en 1887. Plusieurs évènements de ski alpin se tiennent près de la piste après la Seconde Guerre mondiale. À la fin des années 1960, le gouvernement de la ville de Sigulda approuve la construction d'une nouvelle piste qui ne sera terminée qu'en 1986. Celle-ci est construite pour les besoins des athlètes soviétiques.
Initialement non prévu pour le skeleton, des compétitions s'y tiennent chaque année, en revanche les compétitions de bobsleigh à quatre ne peuvent s'y tenir. Ainsi Dainis Dukurs a évoqué la possibilité de rénover la piste à partir de 2010 pour permettre des compétitions de bob à 4.

## Statistiques
| Sport                   | Distance de la piste | Nombre de virages |
| ----------------------- | -------------------- | ----------------- |
| Bobsleigh à 2, skeleton | 1200                 | 16                |
| Luge - double-hommes    | 1200                 | 16                |
| Luge - Femmes           | 988                  | 13                |

## Grands évènements accueillis
Les différentes grandes compétitions qu'a accueilli Sigulda furent :
- Les championnats du monde de luge : 2003.